# Sever do Vouga
Sever do Vouga ist eine  Kleinstadt (Vila) und ein Kreis (Concelho) in Portugal mit 2715 Einwohnern (Stand 19. April 2021).

## Geschichte
Das Gebiet des heutigen Kreises war mindestens seit der Bronzezeit besiedelt. Eine Römerstraße verlief seit dem 2. Jahrhundert hier. Nach dem Einfall der Westgoten und der Sueben in die römische Provinz Lusitania ließ sich hier die Familie des Grafen Severi (Portugiesisch: Conde de Sevéri) nieder, einem Bruder des Westgotenkönigs Theoderich II. Um seine Villa entwickelte sich seit dem frühen 5. Jahrhundert n. Chr. der heutige Ort und der Ortsname Sever, mit dem Zusatz des hier durchfließenden Rio Vouga. Das Wohnhaus des Grafen soll dort gestanden haben, wo sich heute die Hauptkirche des Ortes befindet. König Manuel I. verlieh Sever do Vouga im Jahr 1514 Stadtrechte (Foral).

## Verwaltung

### Der Kreis
Sever do Vouga ist Sitz eines gleichnamigen Kreises. Die Nachbarkreise sind (im Uhrzeigersinn im Norden beginnend): Vale de Cambra, Oliveira de Frades, Águeda, Albergaria-a-Velha sowie Oliveira de Azeméis.
Mit der Gebietsreform im September 2013 wurden mehrere Gemeinden zu neuen Gemeinden zusammengefasst, sodass sich die Zahl der Gemeinden von zuvor neun auf sieben verringerte.
Die folgenden Gemeinden (Freguesias) liegen im Kreis Sever do Vouga:

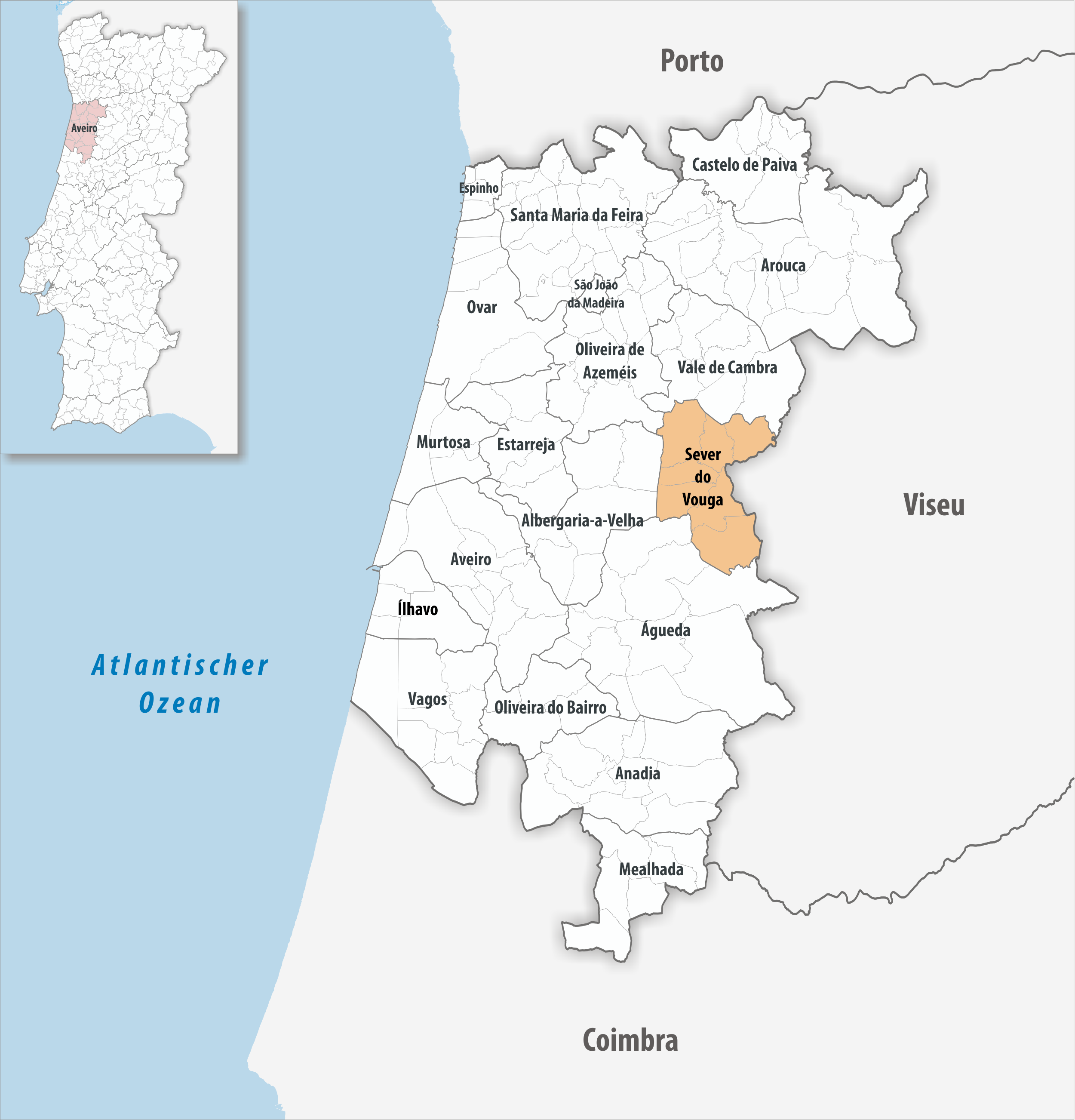
Kreis Sever do Vouga

| Gemeinde                | Einwohner (2021) | Fläche km² | Dichte Einw./km² | LAU- Code |
| ----------------------- | ---------------- | ---------- | ---------------- | --------- |
| Cedrim e Paradela       | 1.355            | 18,37      | 74               | 011710    |
| Couto de Esteves        | 712              | 16,42      | 43               | 011702    |
| Pessegueiro do Vouga    | 1.715            | 15,85      | 108              | 011704    |
| Rocas do Vouga          | 1.508            | 14,82      | 102              | 011705    |
| Sever do Vouga          | 2.715            | 11,58      | 234              | 011706    |
| Silva Escura e Dornelas | 1.932            | 24,19      | 80               | 011711    |
| Talhadas                | 1.126            | 28,64      | 39               | 011708    |
| Kreis Sever do Vouga    | 11.063           | 129,87     | 85               | 0117      |

### Bevölkerungsentwicklung
| Einwohnerzahl im Kreis Sever do Vouga (1801–2011) | Einwohnerzahl im Kreis Sever do Vouga (1801–2011) | Einwohnerzahl im Kreis Sever do Vouga (1801–2011) | Einwohnerzahl im Kreis Sever do Vouga (1801–2011) | Einwohnerzahl im Kreis Sever do Vouga (1801–2011) | Einwohnerzahl im Kreis Sever do Vouga (1801–2011) | Einwohnerzahl im Kreis Sever do Vouga (1801–2011) | Einwohnerzahl im Kreis Sever do Vouga (1801–2011) | Einwohnerzahl im Kreis Sever do Vouga (1801–2011) | Einwohnerzahl im Kreis Sever do Vouga (1801–2011) |
| ------------------------------------------------- | ------------------------------------------------- | ------------------------------------------------- | ------------------------------------------------- | ------------------------------------------------- | ------------------------------------------------- | ------------------------------------------------- | ------------------------------------------------- | ------------------------------------------------- | ------------------------------------------------- |
| 1801                                              | 1849                                              | 1900                                              | 1930                                              | 1960                                              | 1981                                              | 1991                                              | 2001                                              | 2011                                              |                                                   |
| 4454                                              | 6394                                              | 9002                                              | 12.038                                            | 14.077                                            | 13.783                                            | 13.826                                            | 13.186                                            | 12.347                                            |                                                   |

### Kommunaler Feiertag
- 21. September

### Städtepartnerschaften
- Frankreich: Montmagny[7]